# Língua andoa
Andoa é uma língua Zaparoana do Peru já extinta. Era falava na região do rio Pastaza. É também chamada Shimigae. O povo andoa se integrou aos quíchuas e agora as pessoas falam a língua quíchua pastaza ou o espanhol. Foi considerada extinta em 1993.

## Escrita
A forma do alfabeto latino que já foi usada pelo Andoa não apresenta as letras B, F, H, H, L, Q, V, X, Z. Usam-se as formas Ch, Kw, Sh, Ts. As 5 vogais podem ser nasalizadas com o uso do til.